# Karel František Tománek
Karel František Tománek (* 5. září 1962 Ústí nad Labem) je český dramatik, divadelní dramaturg a vysokoškolský pedagog. Od března 2021 působí jako děkan Divadelní fakulty Akademie múzických umění v Praze.

## Život
V letech 1983–1989 vystudoval obor český jazyk – společenské vědy na Pedagogické fakultě Univerzity Jana Evangelisty Purkyně v Ústí nad Labem. Poté v letech 1990–1994 vystudoval obor dramaturgie na Divadelní fakultě Akademie múzických umění v Praze.
Poté působil jako dramaturg v divadlech:
- 1989–1993 Činoherní studio (Státní divadlo), Ústí nad Labem
- 1994–1996 Městské divadlo, Brno
- 1997–1999 Klicperovo Divadlo, Hradec Králové
- 2001–2003 Městské divadlo, Karlovy Vary
- 2003–2014 Dejvické divadlo, Praha
- v sezóně 2007–2008 byl souběžně dramaturgem Národního divadla[1]

Od roku 2006 působí rovněž jako vysokoškolský pedagog na katedře alternativního a loutkového divadla pražské DAMU, kde vyučuje předměty dramaturgická tvorba a literární příprava.

## Hry
- Všichni musí křičet (Činoherní studio Ústí nad Labem)
- Na stolku v herně (Činoherní studio Ústí nad Labem)
- Lyričník
- 2004 Život je krásnej,[3] hra byla oceněna čestným uznáním v dramatické soutěži Ceny Alfréda Radoka v roce 2004.[4]

### Dejvické divadlo
- 2004 KFT / sendviče reality®, premiéra 15. října 2004, režie: Miroslav Krobot, inscenace byla nominována na Cenu Alfréda Radoka v kategorii Česká hra[4]
- 2010 Petra Tejnorová, Karel František Tománek a kolektiv: MODROVOUS/SUOVORDOM, premiéra: 15. dubna 2010, režie: Petra Tejnorová
- 2011 Wanted Welzl, premiéra: 28. března 2011, režie: Jiří Havelka
- 2014 KAFKA '24, premiéra: 5. března 2014, režie: Jan Mikulášek
- 2014 Kakadu, premiéra: 19. prosince 2014, režie: Jiří Havelka

Autorsky se podílel na představení: Isaac Bashevis Singer, Karel František Tománek: Love story, premiéra: 11. března 2005, režie: Marián Amsler
Přeložil a režíroval představení: Viliam Klimáček: Dračí doupě, premiéra 7. listopadu 2008.

## Pseudonymy
Vystupuje i pod různými pseudonymy:
- Karel Tománek
- KFT
- Karel Kladivo Effatha
- Jakub T. Vyčichla
- Jan Bobr Tománek